# Università Panamericana
L'Università Panamericana (spagnolo Universidad Panamericana), nota come UP, è un'Università Cattolica fondata a Città del Messico. Ha quattro campus, il principale dei quali, il Mixcoac, si trova nella Delegazione Benito Juárez, un quartiere di Città del Messico, ed è stato inaugurato nel 1968. Gli altri si trovano a:  Guadalajara, aperto nel 1981; Aguascalientes, aperto nel 1989 e  Santa Fe, quartiere di Città del Messico, aperto nel 2011.

## Storia
UP fu fondata nel 1967 come business school. Un gruppo di uomini d'affari e di accademici diede vita all'Instituto Panamericano de Alta Dirección de Empresas, più tardi essi promossero la creazione di un'università. L'Instituto Panamericano de Humanidades (IPH), fondato nel 1968, si fuse con l'Instituto Panamericano de Alta Dirección de Empresas (IPADE), dando così origine all'Università Panamericana. Tutto ebbe luogo sotto la direzione spirituale dell'Opus Dei, una prelatura personale della Chiesa cattolica.
Nel 1978 all'IPH fu dato il rango di Università e prese il nome di Università Panamericana (Universidad Panamericana).
La nuova università iniziò con due soli programmi, Pedagogia e Amministrazione. Nel corso degli anni settanta furono aggiunti altri programmi, comprese giurisprudenza e filosofia. Economia e Ingegneria Industriale (1978).
Ulteriori nuovi programmi furono aggiunti negli anni ottanta e anni novanta, tra i quali Ingegneria Elettromeccanica, Contabilità (1981), Informatica, Marketing, Economia internazionale, Finanza (1993) e Medicina (1996).

## Motto e stemma
Ubi spiritus, libertas (Dove c'é spirito c'é libertà) è il motto dell'Università, che sintetizza una filosofia educazionale. Amote per la libertà in un luogo ove viene coltivato lo spirito umano: quindi, amore per l'autentica libertà.
Lo stemma dell'Università è costituito da due elementi: un quadrato rosso e una banda blu sul lato sinistro dorato, che rappresenta lo stemma adottato da Cristoforo Colombo quando scoprì le Americhe; essi simboleggiano il panamericanismo.
Sul lato destro, al di sopra del fondo dorato, c'è una quercia, simbolo di robustezza. Le sue radici sono le differenti fonti dello sviluppo integrale; le quattro ramificazioni simbolizzano le Virtù cardinali: Prudenza, Giustizia, Fortezza e Temperanza. Le foglie e la ghianda rappresentano le rimanenti virtù, che derivano dalle quattro fondamentali.

## Scuole e Facoltà
Oggi l'Università ha 17 programmi accademici di laurea triennale dipendenti da 5 scuole e 3 facoltà. Queste comprendono  Licenciaturas e Ingenierías (equivalenti ai BA, Baccalaureato in Scienze e Baccalaureato in Giurisprudenza).
- Scuola di Amministrazione delle Istituzioni
- Scuola di Scienze della Salute
- Scuola di Economia e Scienze Economiche
- Scuola di Comunicazioni
- Facoltà d'Ingegneria
- Facoltà di Legge
- Facoltà di Filosofia
- Facoltà di Pedagogia
- Università aperta

L'Università ha anche a suo carico la Preparatoria Universidad Panamericana (Scuola media superiore Panamericana), con gli stessi principi educativi. Vi sono campus distinti per maschi e femmine.

## Programmi internazionali
Per molti anni l'Università ha offerto numerosi accordi di scambio con le seguenti università (tra le altre):
- Scuola tecnica superiore di Smalcalda
- Università di Lethbridge
- Università di Navarra
- Università di Westminster
- Università di Exeter
- Università di Montréal
- Bond University
- Dalhousie University
- European Business School International University Schloss Reichartshausen
- Università normale di Shanghai